# Tan Lines
"Tan Lines" es el quinto episodio de la serie de televisión de comedia dramática deportiva estadounidense Ted Lasso, basada en el personaje interpretado por Jason Sudeikis en una serie de promociones para la cobertura de NBC Sports de la Premier League de Inglaterra. El episodio fue escrito por el miembro del elenco Brett Goldstein y dirigido por Elliot Hegarty. Se estrenó en Apple TV+ el 28 de agosto de 2020.
La serie sigue a Ted Lasso, un entrenador de fútbol americano universitario, que es reclutado inesperadamente para entrenar a un equipo ficticio de la Premier League inglesa, el AFC Richmond, a pesar de no tener experiencia como entrenador de fútbol. La dueña del equipo, Rebecca Welton, contrata a Lasso con la esperanza de que fracase como medio para vengarse del anterior dueño del equipo, Rupert, su ex marido infiel. En este episodio, la esposa y el hijo de Ted lo visitan, y Ted espera reavivar su relación con su esposa. Mientras tanto, Roy y Rebecca se preocupan porque Keeley sigue saliendo con Jamie.
El episodio recibió críticas muy positivas de los críticos, quienes elogiaron la actuación de Sudeikis, el desarrollo del personaje, el tono emocional y la dirección.

## Trama
Ted (Jason Sudeikis) está nervioso porque su esposa, Michelle (Andrea Anders), y su hijo Henry lo están visitando. Espera reencontrarse con su esposa, quien recientemente le pidió un tiempo libre en su relación. Mientras tanto, a pesar de romper con Jamie (Phil Dunster), Keeley (Juno Temple) sigue trabajando con él para una sesión de fotos promocional que había organizado, aunque Roy (Brett Goldstein) y Rebecca (Hannah Waddingham) no creen que sea una buena idea.
Ted pasa el día con Michelle y Henry. Mientras está solo con ella, Ted ve a Michelle llorando. Ella afirma que está luchando por continuar a pesar de su preocupación de que tal vez ya no lo ame, pero quiere seguir intentándolo. Mientras tanto, la actitud de Jamie y su negativa a seguir las estrategias de Ted no ayudan al equipo. Durante un partido, Jamie marca un gol pero muestra falta de empatía cuando Sam (Toheeb Jimoh) se lesiona, lo que lo lleva a pelear con Roy, y ambos reciben tarjeta amarilla.
Jamie logra marcar otro gol durante un tiro libre para empatar el partido y se pavonea ante la multitud. Para darle una lección, Ted deja a Jamie en la banca durante la segunda mitad de manera polémica, lo que enfurece al público. Siguiendo una nueva estrategia, Sam marca un gol que pone fin al partido con la victoria de Richmond por 3-2. La primera victoria de la temporada llena de alegría a los aficionados. Después de los acontecimientos, mientras Michelle y Henry se preparan para regresar a Estados Unidos, Ted le dice que no quiere que siga intentando reparar su relación. Se despide de Michelle y Henry mientras salen hacia el aeropuerto y se le une Beard (Brendan Hunt) quien le trae una cerveza.

## Desarrollo

### Producción
El personaje de Ted Lasso apareció por primera vez en 2013 como parte de la promoción de NBC Sports de su cobertura de la Premier League, interpretado por Jason Sudeikis.  En octubre de 2019, Apple TV+ encargó una serie centrada en el personaje, con Sudeikis retomando su papel y coescribiendo el episodio piloto con el productor ejecutivo Bill Lawrence.  Sudeikis y sus colaboradores Brendan Hunt y Joe Kelly comenzaron a trabajar en un proyecto alrededor de 2015, que evolucionó aún más cuando Lawrence se unió a la serie.  El episodio fue dirigido por Elliot Hegarty y escrito por el miembro del reparto Brett Goldstein. Este fue el primer crédito como director de Hegarty y el primer crédito como guionista de Goldstein para el programa. 

## Reseñas críticas
"Tan Lines" recibió críticas muy positivas de los críticos. Gissane Sophia de Marvelous Geeks Media escribió: "En 'Tan Lines', la persona adecuada trabaja a favor de la vulnerabilidad porque la gente adecuada nunca juzgará tus momentos de oscuridad, pero la persona adecuada comprenderá y hará que los momentos difíciles sean más fáciles de soportar. Y eso es lo que es este equipo. Es en lo que se centra este programa cuando nos da estas metáforas para recordarnos el detalle de que, aunque se trata de una declaración sobre el matrimonio, también es una declaración general sobre la vida".
Mads Lennon de FanSided escribió: "La familia de Ted viaja más de 4.000 millas hasta el Reino Unido para pasar tiempo con él en este conmovedor episodio. El episodio 5 de Ted Lasso trata realmente sobre Ted dando un paso adelante tanto en su carrera como en su hogar. Hace al menos dos cambios monumentales, uno que afecta drásticamente a AFC Richmond y otro que alterará su vida familiar para siempre".  Daniel Hart de Ready Steady Cut le dio al episodio una calificación de 4 estrellas de 5 y escribió: "El episodio cierra el capítulo emocional de Ted, que tenía una nube sobre su cabeza". 
Christine Persaud de Collider escribió: "El quinto episodio de la primera temporada confirma aún más que Ted usa su actitud optimista para ocultar su tristeza. Las cosas no han mejorado con su esposa y han decidido terminar la relación. También es la primera vez que Ted muestra cómo canaliza sus sentimientos en el trabajo, dejando a Jamie en el banquillo para demostrarle al equipo que también son lo suficientemente buenos para hacerlo solos". 